# Лугины (Житомирская область)
Луги́ны (укр. Лугини) — посёлок в Коростенском районе Житомирской области Украины.

## Географическое положение
Расположен на реке Жерев (бассейн Припяти) примерно в 18 км к северо-западу от города Коростень.

## История

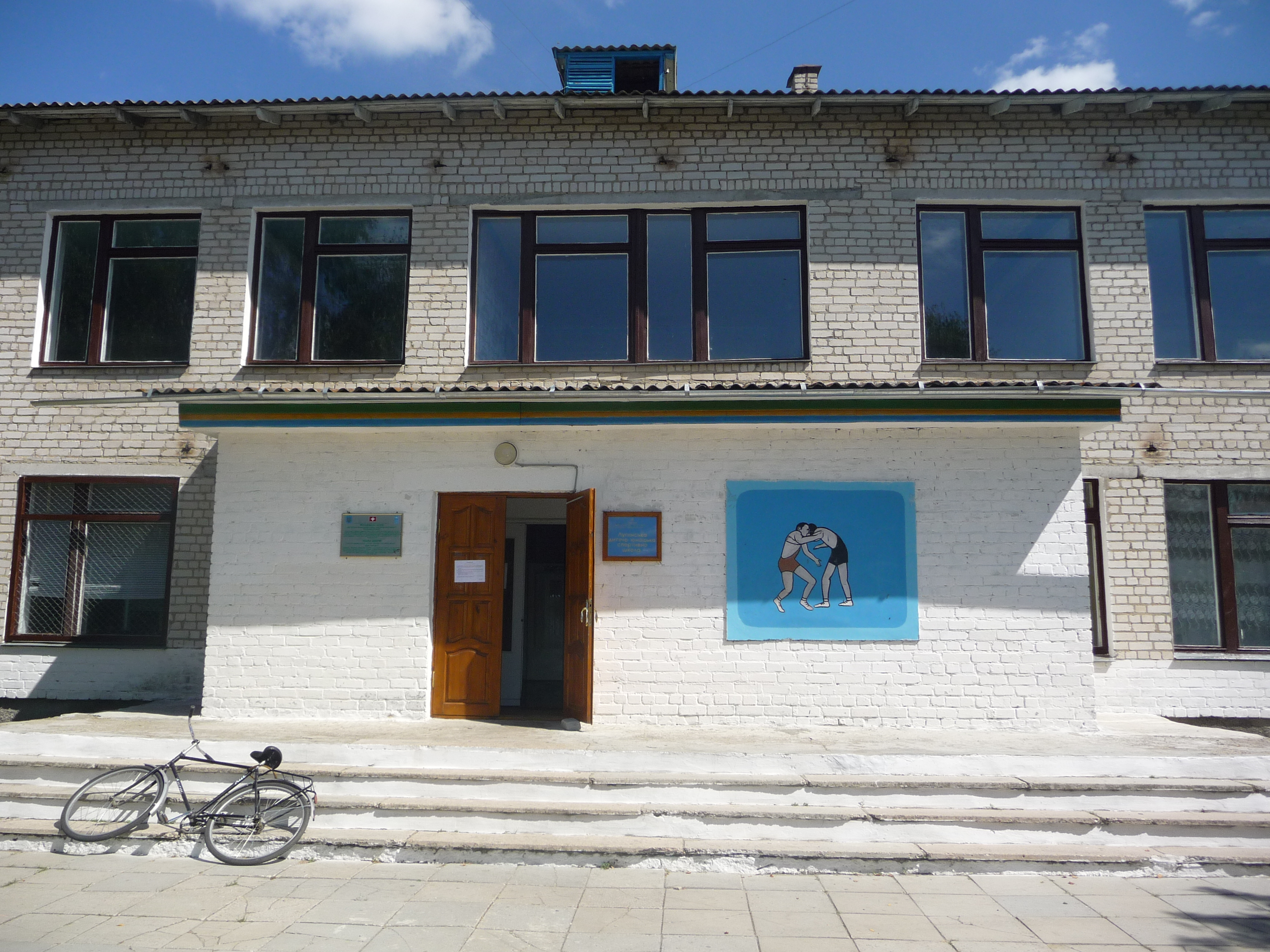
Лугинская спортивная школа

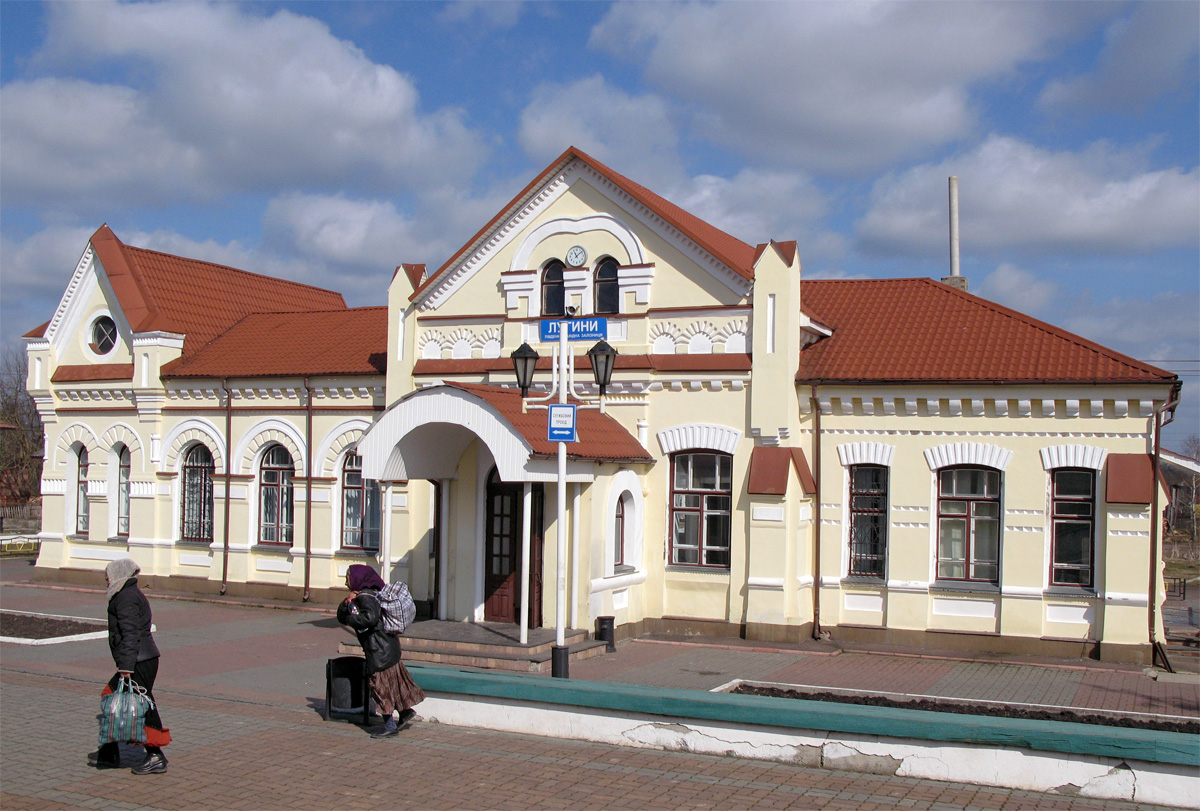
Железнодорожная станция

Населённый пункт впервые упоминается в письменных источниках в 1606 году.
После второго раздела Речи Посполитой в 1793 году стало селом Лугинской волости Овручского уезда Волынской губернии Российской империи.
В январе 1918 года здесь была установлена Советская власть, но в дальнейшем село было оккупировано немецкими войсками, а затем оказалось в зоне боевых действий гражданской войны.
В ходе Великой Отечественной войны с 9 августа 1941 до 30 декабря 1943 года село было оккупировано немецкими войсками, здесь действовал подпольный райком КП(б)У.
В 1953 году здесь действовали два спиртзавода, торфобрикетный завод, предприятия деревообрабатывающей промышленности местного значения, средняя школа, семилетняя школа, библиотека и МТС. С 1967 года — посёлок городского типа.
В 1980 году население составляло 4,8 тыс. человек, здесь действовали хлебозавод, лесхоззаг, райсельхозтехника, комбинат бытового обслуживания, три общеобразовательные школы, одна музыкальная школа, больница, поликлиника, Дом культуры и шесть библиотек.
В январе 1989 года численность населения составляла 5318 человек.
На 1 января 2013 года численность населения составляла 4162 человека.

## Транспорт
В 5 км от посёлка — железнодорожная станция Лугины на линии Коростень — Сарны Юго-Западной железной дороги.